# Nasser bin Hamad Al Khalifa
Nasser bin Hamad Al Khalifa (árabe:  الامير ناصر بن حمد آل خليفة) (Riffa, Baréin; 8 de mayo de 1987) es un miembro de la familia real de Baréin, comandante de la Guardia Real, presidente del Comité Olímpico de Baréin y director del Consejo Supremo para Juventud y Deportes. Ha sido acusado de numerosos abusos de derechos humanos, entre los que se encuentran actos de tortura a los activistas a favor de la democracia durante las protestas de la Primavera Árabe en Baréin.

## Orígenes y educación
Nasser es el cuarto hijo del Rey de Baréin, Hamad bin Isa Al Khalifa y Sheia bint Hassan Al Khrayyesh Al Ajmi, su segunda mujer.[cita requerida]
Estudió en la Escuela Nacional Ibn Khuldoon y en la Academia Militar de Sandhurst en el Reino Unido, graduándose en agosto de 2006 [cita requerida]. Actualmente sirve en las Fuerzas de Defensa de Baréin y dirige el equipo carreras de resistencia Nacional Endurance.

## Carrera militar
Nasser es comandante de la Guardia Real de las Fuerzas Armadas bareiníes, una unidad de élite desplegada en la guerra en Yemen. Dentro de la coalición, Nasser ha combatido en misiones acusadas de delitos de guerra.

## Actividad deportiva
Ha participado en numerosas carreras regionales e internacionales de resistencia, ganando muchas medallas.
En diciembre de 2006 dirigió al Equipo Nacional Endurance de Baréin en los Juegos asiáticos de Doha, donde ganó una medalla de plata en la modalidad de carrera individual.
En septiembre de 2007 dirigió al mismo equipo en el European Open de Portugal. Obtuvo la octava posición en la modalidad de carrera individual y el equipo de Baréin ganó la medalla de plata.
Milán Erzen, antiguo entrenador de Nasser, se encuentra ahora bajo sospecha de haber organizado una trama de dopaje en el equipo Baréin-Mérida, del que es director.
Además, Infinity, con Al Khalifa como uno de sus grandes mecenas, también es dueño del circuito internacional de Shakir, donde cada año se disputa un Gran Premio de Fórmula 1 de Baréin.
Junto al Córdoba CF en España, Nasser bin Hamad Al Khalifa también es dueño de otro club de fútbol en Francia. En este caso, el príncipe bareiní adquirió el Paris FC, que ahora mismo está en la Ligue 2 de francesa, la segunda división del país vecino.

## Presidente del Comité Olímpico
Nasser es el presidente del Comité Olímpico de Baréin. Como tal, estableció una comisión especial para investigar y castigar a 150 miembros de la comunidad deportiva por manifestarse a favor de la democracia en Baréin.

## Obras benéficas
Nasser es presidente de la junta directiva de la Organización de Caridad Real.

## Alegaciones de tortura
Nasser se encuentra bajo sospecha de haber cometido actos de tortura con motivo de las protestas contra el gobierno en 2011. Según estimaciones del propio gobierno bareiní, al menos un tercio de la población participó en las protestas, dentro del marco de la Primavera Árabe. Los manifestantes reclamaban mejoras económicas y sociales, además de mayor transparencia, un compromiso por parte del gobierno para combatir la corrupción, más democracia y representatividad en el sistema político y el fin de la discriminación religiosa a la población chií. 
Durante la Primavera Árabe, tres personas anónimas informaron a varias asociaciones de derechos humanos que habían sido personalmente torturados por Nasser. Uno de ellos obtuvo el estatus de refugiado en el Reino Unido y desde entonces ha promovido su arresto por parte de Scotland Yard.
En un discurso televisado en el 2011, Nasser declaró: "A todos los que pidan la caída del régimen, un muro caerá sobre sus cabezas. Cualquiera que esté involucrado en este asunto y sus redes de apoyo serán castigados. Ya sea un deportista, un activista o un político. Hoy es el día del juicio. Bahrein es una isla de la que no hay ninguna salida".[cita requerida] La represión directamente ejercida por Nasser contra los deportistas críticos con el gobierno obligó a muchos de ellos a abandonar el país.  
Varias ONGs criticaron su participación en los Juegos Equestres Mundiales de 2014 en Normandía, Francia. Debido a estas alegaciones, Nasser es conocido como el "príncipe torturador".

## Vida personal
Nasser se casó en Dubái el 28 de septiembre de 2009 (por el rito nikah) y 2 de octubre de 2009 (por el rito milcha) con Shaikha bint Mohammed bin Rashed Al Maktoum, hija del Emir de Dubái, Mohammed bin Rashid Al Maktoum. Tienen una hija y tres hijos.

## Títulos y tratamientos
| ● 8 de mayo de 1987-presente: | Su alteza real el jeque Nasser bin Hamad Al Khalifa |